# Vaarkali (Vastseliina)
Vaarkali – wieś w Estonii, w prowincji Võru, w gminie Vastseliina.